# Dónusz Éva
Dónusz Éva (Vác, 1967. szeptember 29. –) olimpiai bajnok kajakozó, edző.

## Pályafutása

### Versenyzőként
1977-ben a Váci Hajó-ban kezdett sportolni. 1987-től az Újpesti Dózsa kajakozója volt. Utánpótlás versenyzőként nem ért el kiemelkedő eredményeket. A felnőttek között 1988-ban szerzett először bajnoki érmeket. 1989-ben Mészáros Erikával megnyerte a duisburgi regatta K2-es versenyét. Ebben az évben szerepelt első alkalommal világbajnokságon, ahol Mészárossal K2 500 méteren második lett. A szezon végén a nők K2-es világranglistáján első, a hazai összetett ranglistán negyedik helyen végzett. 1990-ben K2 és K4 500 méteren és K2 5000 méteren vívta ki a vb szereplés lehetőségét. A világbajnokságon minden számban ezüstérmes lett. 1991-ben K2 500-on nyert Mechelenben, Duisburgban és a magyar bajnokságban. A vb-n ismét három számban indult és ezúttal két második helyezést ért el. A páros 5000 méteres versenyben hajója léket kapott, így kiesett a versenyből. Az előolimpián négyesben másodikként ért célba. 1992-ben, a barcelonai olimpián a Czigány Kinga, Dónusz Éva, Kőbán Rita, Mészáros Erika összeállítású magyar kajak négyes tagjaként, 500 méteren olimpiai bajnoki címet szerzett. Ugyanezen az olimpián Kőbán Ritával kajak kettes 500 méteren bronzérmet nyert.
Az 1993-as vb-re K4 500 és K2 500 méteren indult és egy-egy ezüst- és bronzéremmel térhetett haza. 1994 januárjában az UTE-ból a Honvédhoz igazolt. A vb-n a négyes versenyszámokban jutott szóhoz. A rövidebb távon élete egyetlen vb címét nyerte, míg 500 méteren második lett. Az év végén a kajak négyessel az év csapata szavazáson harmadik lett. A vb-n minden páros és négyes versenyben indult, de csak K4 500 méteren szerzett egy bronzérmet. K2 500-on negyedik, 200-on ötödik, K4 200-on hatodik lett.
A magyar kajak négyes tagjaként részt vett az 1996. évi nyári olimpiai játékokon, ahol kilencedik lett négyesben. Az 1997-es világbajnokságon K2 500 méteren ötödik, 200 méteren hatodik lett. Egy évvel később K1 500 méteren ötödik, 200 méteren harmadik lett a vb-n. 1999-ben egy vb bronzéremmel fejezte be vb szereplését. Az aktív sportolástól 1999-ben vonult vissza.

### Sportvezetőként
1996-ban a Testnevelési Egyetemen szakedzői oklevelet szerzett és 2000-től a Magyar Kajak–Kenu Szövetség szakmai titkára, 2001-től a magyar kajak–kenu serdülő válogatott vezetőedzője lett, 2004-ig. Ezután 2 gyermeke született. 2012 áprilisában az olimpiai bajnokok képviseletében a Magyar Kajak-kenu Szövetség elnökségi tagja lett. 2017 januárjában kinevezték utánpótlás szövetségi kapitánynak. Egy év után saját kérésére felmentették beosztásából.

## Sporteredményei
- olimpiai bajnok
  - kajak négyes, 500 m: 1992
- olimpiai 3. helyezett
  - kajak kettes, 500 m: 1992
- világbajnok
  - kajak, négyes 200 m: 1994
- nyolcszoros világbajnoki 2. helyezett
  - kajak kettes, 500 m: 1989, 1990, 1991
  - kajak kettes, 5000 m: 1990, 1993
  - kajak négyes, 500 m: 1990, 1991, 1994
- négyszeres világbajnoki 3. helyezett
  - kajak egyes, 200 m: 1998
  - kajak kettes, 200 m: 1999
  - kajak négyes, 500 m: 1993, 1995

## Díjai, elismerései
- A Magyar Köztársasági Érdemrend kiskeresztje (1992)
- Az év magyar csapatának tagja (női kajak négyes) (1992)
- Az év magyar női kajakozója (1992)